# Myrthe Hilkens
Myrthe Hilkens, née le 31 janvier 1979 à Geleen, est une journaliste, écrivaine et femme politique néerlandaise, auteure d'articles et d'ouvrages sur la sexualité et le consumérisme sexuel moderne. Elle est représentante pour le Parti travailliste (PvdA) à la Seconde Chambre des États généraux en 2011 et de 2012 à 2013.